# Кошарик
40°50′0″ пн. ш. 72°19′25″ сх. д. / 40.83333° пн. ш. 72.32361° сх. д.
Кошарик (узб. Қўшариқ, Qoʻshariq) — міське селище в Узбекистані, в Андижанському районі Андижанської області.
Розташоване у Ферганській долині, за 5 км на південь від Куйган'яра, за 4 км на захід від залізничної станції Андижан II. Північне передмістя Андижана.
Населення 0,95 тис. мешканців (1990). Статус міського селища з 2009 року.